# Grazia Francescato
Pour les articles homonymes, voir Francescato.
Grazia Carla Francescato,née le 23 novembre 1946 à Paruzzaro,est une activiste, journaliste et femme politique italienne. Elle a été députée, dirigeante du WWF Italie, présidente de la Fédération des verts de 1999 à 2001 puis porte parole du même parti de 2008 à 2009.  

## Biographie
Diplômée en langues et littératures étrangères de l'université Bocconi à Milan, elle s'installe ensuite à Rome comme journaliste.
En 1973, elle est l'une des fondatrices (avec  Daniela Colombo, Alma Sabatini, Gabriella Parca, Adele Cambria, et Agnese De Donato) d'Effe, le premier magazine féministe en Italie. Elle dirige la revue entre 1976 et 1978. 
Rédactrice en chef de l'Agenzia Nazionale Stampa Associata en 1977, également correspondante à Bruxelles, elle a collaboré avec il Globo, Panorama, La Repubblica, Natura Oggi, Oasis et La Nuova Ecologia. Elle a été correspondante à Rome pour le magazine Airone.
Sa passion pour les questions environnementales l'a conduit à participer à de d'importantes conférences internationales, telles que la Conférence des Nations Unies sur l'environnement de Stockholm (1972) et celle sur la démographie à Bucarest (1974).
En 1985, Elle collabore au film Acta General de Chile, tourné clandestinement au Chili par le réalisateur Miguel Littín et lauréat de quatre prix à la Mostra de Venise. En 1990, Elle anime l'émission télévisée GEO sur Rai 3.
En 1992, elle participe au sommet de la Terre de Rio de Janeiro.
Elle est élue au Conseil national italien du WWF en 1986 et l'année suivante, elle est candidate pour la Fédération des verts à Naples. Depuis 1989, elle est directrice du mensuel du WWF, Panda et la même année elle se présente au Parlement européen. Présidente du WWF Italie de 1992 à 1998, elle rejoint également en 1994 le Conseil international du WWF.
Depuis 1999 elle participe au groupe chargé des stratégies globales de l'Association WWF international à l'aube du troisième millénaire. Elle participe également aux travaux du Forum consultatif européen pour l'environnement à la Commission européenne et à ceux du Comité d'éthique de la Banque éthique. 
Le 30 juillet 1999, elle accepte de présider le comité de promotion de la Fédération des Verts jusqu'à l'Assemblée constituante en janvier 2000, date à laquelle elle est élue présidente des Verts avec 99 % des voix. Elle quitte ses fonctions en novembre 2001 mais reste chargée des relations internationales.
Le 3 mai 2003 à Malte, elle a été élue porte-parole des Verts européens lors de la XIVe réunion du Conseil de la Fédération européenne des Verts.
De juillet 2003 à avril 2008, elle est conseillère municipale de Villa San Giovanni. Elle apporte le soutien du mouvement écologiste national aux groupes qui combattent la construction du pont sur le Détroit de Messine. Entre-temps, depuis avril 2006, elle est députée verte à la XVe législature, durant laquelle elle soutient le gouvernement Prodi II, même face aux mesures suscitant le mécontentement de la gauche comme le soutien financier aux missions militaires en Irak, en Afghanistan et au Liban.
En juillet 2008, elle devient, non sans polémique, la porte-parole des Verts pour diriger le parti dans la difficile transition vers les élections européennes de 2009. Partisane d'une gauche qui intègre les valeurs sociales et laïques aux valeurs écologiques et environnementales, La fédération des verts rejoint le groupement Gauche, écologie et liberté.  
Aux élections de 2013, elle est candidate au Sénat pour Gauche écologie et liberté. N'obtenant pas un score suffisant, elle n'est pas élue. 
Amatrice de littérature, de cinéma et de théâtre, elle parle et écrit couramment en anglais, français et espagnol. Elle n'a pas de voiture.